# 叶氏掌突蟾
叶氏掌突蟾（学名：Leptobrachella yeae），一种于中华人民共和国四川省峨眉山地区发现的两栖动物，隶属于角蟾科掌突蟾属。种加词取自中国著名两栖动物学家叶昌媛的姓氏。

## 形态特征
叶氏掌突蟾体型中等，雄蟾头体长25.8～32.6毫米，雌蟾头体长33.7～34.1毫米。身体背部比较光滑，呈棕黄色，具黄棕色斑块；四肢背面具有浅棕色横纹；咽部和四肢腹面为粉色，胸部和腹部为奶白色具棕色斑点。